# Mistrzostwa Polski w Biathlonie 1972
6. Mistrzostwa Polski w biathlonie odbyły się w 1972 w Zakopanem. Rozegrano tylko jedną konkurencję, bieg indywidualny mężczyzn na dystansie 20 kilometrów.

## Terminarz i medaliści
| Data | Konkurencja                | Złoto                               | Srebro                            | Brąz                           |
| 1972 | Bieg indywidualny mężczyzn | Aleksander Klima WKS Legia Zakopane | Andrzej Rapacz WKS Legia Zakopane | Józef Różak WKS Legia Zakopane |